# Imaichi
Imaichi (今市市 -shi) é uma cidade japonesa localizada na província de Tochigi.
Em 2003 a cidade tinha uma população estimada em 62 517 habitantes e uma densidade populacional de 256,72 h/km². Tem uma área total de 243,52 km².
Recebeu o estatuto de cidade a 31 de Março de 1954.